# Hapalomelus onytes
Hapalomelus onytes är en insektsart som beskrevs av Ronald Gordon Fennah 1969. Hapalomelus onytes ingår i släktet Hapalomelus och familjen sporrstritar. Inga underarter finns listade i Catalogue of Life.